# Bạch cầu ưa acid
Bạch cầu ưa axit là một loại bạch cầu hạt. So với bạch cầu hạt trung tính, bạch cầu hạt ưa axit ít có khả năng vận động và thực bào. Bình thường, bạch cầu ưa axit không thực bào vi khuẩn. Các hạt lysosom của bạch cầu ưa axit chứa các enzym oxidase, peroxidase và phosphatase. Điều đó chứng tỏ rằng chức năng đầu tiên của bạch cầu ưa axit là khử độc các protein lạ và các chất khác. Bạch cầu ưa axit cũng có khả năng hoá ứng động nhưng yếu tố hấp dẫn chúng là sự có mặt của các kháng thể đặc hiệu với các protein lạ. Phức hợp kháng nguyên - kháng thể hấp dẫn bạch cầu ưa axit di chuyển từ máu vào các mô liên kết. Ở đó chúng thực bào và phá huỷ các phức hợp này. Bạch cầu hạt ưa kiềm và dưỡng bào (mastocyte) cũng giải phóng yếu tố hấp dẫn bạch cầu ưa axit đến vùng mô tổn thương.
Bình thường, bạch cầu ưa axit có nhiều ở mô liên kết hơn ở trong máu, đặc biệt là ở phổi, tuyến vú, mạc treo, thành trong của ruột non. Số lượng bạch cầu ưa axit tăng cao trong các phản ứng miễn dịch và tự miễn dịch, trong quá trình phân huỷ protein của cơ thể và trong một số bệnh nhiễm ký sinh trùng. Mặc dù ký sinh trùng có kích thước rất lớn so với bạch cầu hạt ưa axit nhưng bạch cầu hạt ưa axit tấn công được ký sinh trùng và giải phóng ra nhiều chất để giết ký sinh trùng. Ví dụ trong bệnh sán lá là bệnh rất phổ biến ở các nước nhiệt đới, ký sinh trùng xâm nhập khắp nơi trong cơ thể. Bạch cầu hạt ưa axit tấn công ấu trùng của sán và diệt chúng bằng cách: (1) Giải phóng các enzym thủy phân từ các hạt của tế bào; (2) giải phóng ra những dạng hoạt động của oxy có thể giết ký sinh trùng; (3) giải phóng ra một polypeptid giết ấu trùng.